# Pitch (Aerodynamik)

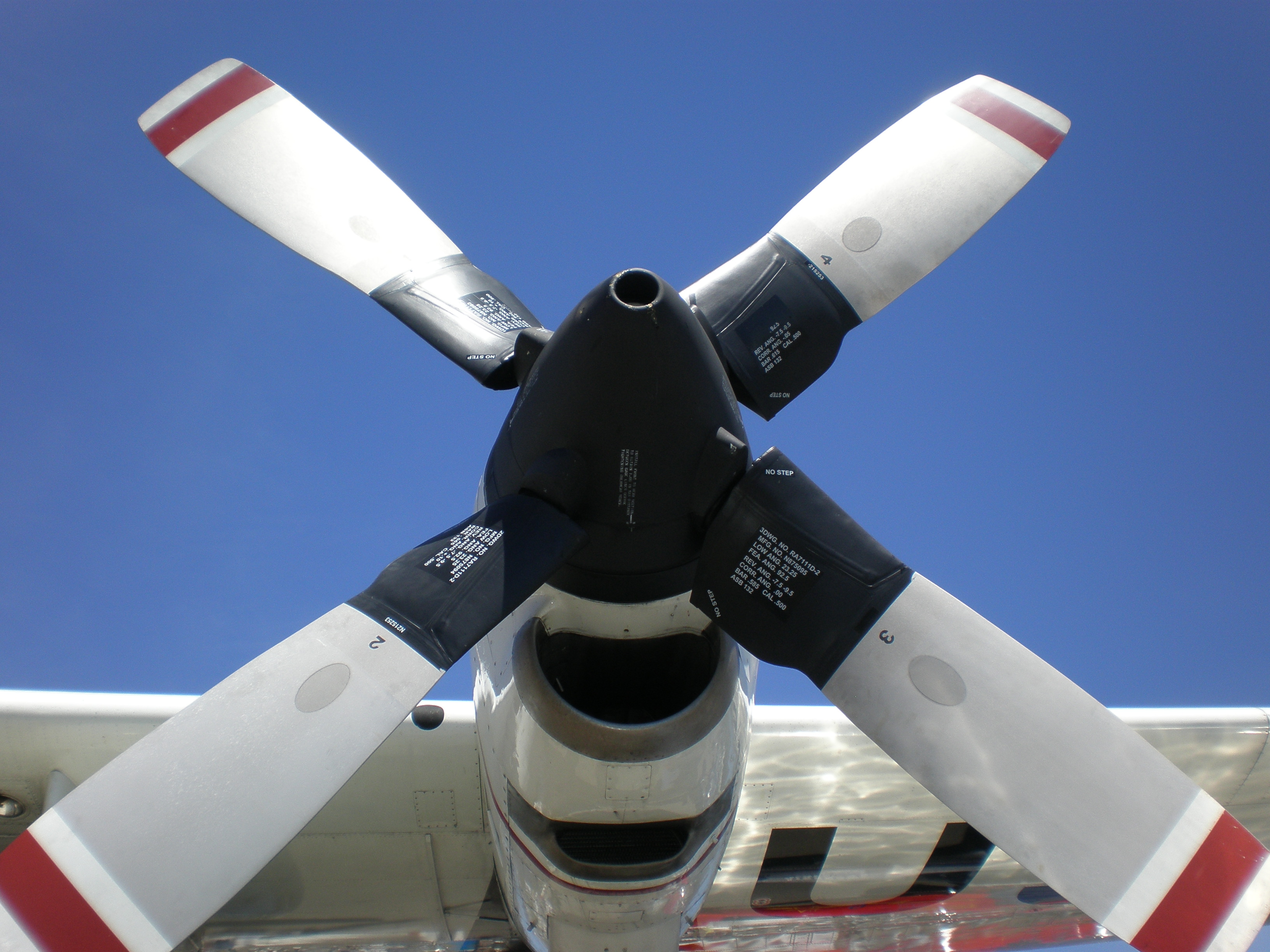
Verstellpropeller einer Lockheed C-130H

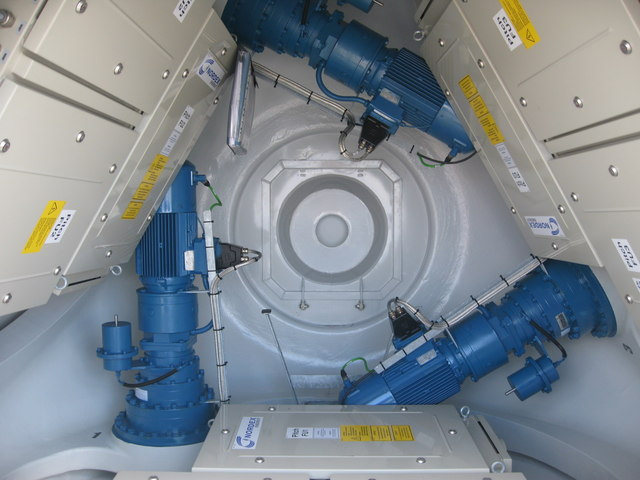
Innenaufnahme einer Nabe einer Windkraftanlage. Sehr gut zu erkennen die drei Pitch-Motoren zur Verstellung der Rotorblätter.

Der aus dem Englischen stammende Begriff Pitch (deutsch: Steigung, Neigung, Neigungswinkel) bezeichnet
- in der Luftfahrt bzw. der Pilotensprache die Bewegung eines Flugzeugs um die Querachse (deutsch: nicken) bzw. den Neigungswinkel gegen die Horizontale, siehe Roll-Nick-Gier-Winkel und Flugzeugsteuerung.
- In Anwendungen der Aerodynamik den Anstellwinkel des Propellers oder Rotors:
  - Bei Propeller-Flugzeugen wird der Pitch der Propellerblätter verstellt, um je nach Fluggeschwindigkeit und Leistungsanforderung den besten Wirkungsgrad des Antriebs zu erzielen – siehe Verstellpropeller.
  - Bei Hubschraubern steuert der Pitch-Hebel den kollektiven Anstellwinkel der Rotorblätter und damit die vertikale Beschleunigung, also das Steigen und Sinken des Hubschraubers. Die mechanische Umsetzung erfolgt meist durch eine vertikale Verschiebung der Taumelscheibe auf der Hauptrotorwelle. 
 Bei elektrisch angetriebenen Senkrechtstartern, etwa im Modellbau, wird der Begriff meist auch dann für die entsprechende Steuerrichtung verwendet, wenn diese nur durch Drehzahländerungen des (Elektro-)Motors umgesetzt wird.
  - Bei modernen Windkraftanlagen (WKA) wird automatisch der Pitch der Rotorblätter verstellt, um diese an- und abzustellen und um die Leistung der Anlage zu regeln und ihren Wirkungsgrad bei verschiedenen Windgeschwindigkeiten zu optimieren. Dadurch kann die WKA bei Windgeschwindigkeiten zwischen etwa 12 m/s und 25 m/s konstant mit ihrer Nennleistung betrieben werden (siehe: WKA#Typenklasse (Windklasse)). 
Oberhalb der Nennwindgeschwindigkeit wird der Pitch vergrößert, um die Leistungsaufnahme und die Belastung der Anlage zu begrenzen. Bei sehr hohen Windgeschwindigkeiten (typischerweise 25–33 m/s) werden die Rotorblätter komplett in Fahnenstellung gedreht (= „in den Wind gedreht“), wodurch kein Blattauftrieb mehr entsteht und der Rotor zum Stillstand kommt.[1]